# エレナ・ヴェレフスカ
エレナ・ヴェレフスカ（Елена Велевска / Elena Velevska、1980年10月26日 - ）は、マケドニア共和国のターボ・フォーク、ポップ・ミュージック歌手。その服装や音楽のスタイル、イエロー・ジャーナリズムへの露出度の高さのために、旧ユーゴスラビア全域で同様のスタイルで高い知名度をもつ歌手にちなんで「マケドニアのツェツァ」と呼ばれる。2005年には、レパ・ブレナが所有するセルビアの大手レコード会社グランド・プロダクションと契約した。2007年には、マケドニアから国外へ移ったディアスポラたちのために世界ツアーをした。
2008年、エレナ・ヴェレフスカは妊娠したために音楽活動を一時休止すると発表された。ヴェレフスカは同年初頭にオフリドにて結婚した。

## アルバム
- Што ќе ми се пари  （Što ḱe mi se pari）
- Пу пу машала （Pu pu mashala）
- Говорот на телото （Govorot na teloto）
- Жена огнена （Žena ognena）